# Cucumaria conicospermium
Cucumaria conicospermium is een zeekomkommer uit de familie Cucumariidae.
De wetenschappelijke naam van de soort werd in 2002 gepubliceerd door V.S. Levin & V.G. Stepanov.